# Língua pluricêntrica
Língua pluricêntrica ou policêntrica é um idioma com várias versões padrão. É uma língua com vários centros, cada um fornecendo uma variedade nacional, com pelo menos algumas das suas próprias normas (codificadas). Geralmente, as línguas pluricêntricas são usadas através de fronteiras de entidades políticas individuais, de modo que a língua e a identidade étnica dos seus falantes nativos não coincidem. Exemplos incluem o inglês, francês, português, alemão, persa, coreano, servo-croata, suaíli, sueco, espanhol, árabe, armênio, bengali, hindustani, malaio e chinês.
Qualquer língua que tem apenas uma versão padronizada é monocêntrica. Exemplos incluem o russo, o japonês e o islandês.
O conceito foi proposto pela primeira vez por Heinz Kloss no artigo intitulado "Die Entwicklung neuer germanischer Kultursprachen seit 1800" ("O desenvolvimento de novas línguas culturais germânicas desde 1800"), publicado em 1952. Kloss analisou no artigo as mudanças linguísticas ocorridas nas línguas germânicas e introduziu a ideia de que algumas línguas se desenvolvem em múltiplos centros gestores, como é o caso do alemão, que possui diferentes variedades normativas na Alemanha, Áustria e Suíça. O conceito de línguas pluricêntricas se originou nessa obra seminal de Kloss e tem sido amplamente estudado e discutido desde então.
Michael Clyne escreveu sobre o conceito de "Línguas Pluricêntricas" pela primeira vez em seu artigo intitulado "Transcending Monolingualism: Linguistic Revival, Plurilingualism and Multilingualism in Minority Contexts" ("Transcendendo o Monolinguismo: Revitalização Linguística, Plurilinguismo e Multilinguismo em Contextos Minoritários"), publicado em 1992. Nesse artigo, Clyne discute a natureza e as características das línguas pluricêntricas, destacando a importância das variedades normativas em diferentes centros gestores e sua relação com a identidade e a coesão social das comunidades falantes dessas línguas. Clyne contribuiu significativamente para a compreensão e o estudo das línguas pluricêntricas, ampliando o conceito original proposto por Heinz Kloss.